# 薔薇色遊覧船
『薔薇色遊覧船』（ばらいろゆうらんせん、Transatlantic Merry-Go-Round）は、ベンジャミン・ストロフが監督し、1934年に制作されたアメリカ合衆国のドラマ映画で、ミュージカルやコメディの要素も盛り込まれている。

## あらすじ
ニューヨークを出航した大西洋横断航路の豪華船プログレス号にはラジオの人気者チャド・デンビーが乗り込み、歌手サリーをはじめとする彼の一行が航海中に余興を提供するとあって、乗客を満載していた。その中には宝石泥棒ジミイ・ブレットと、その子分でボーイとしてが乗り込んだショーティ、ブロードウェイのギャングであるリー・ロザー、イカサマ賭博師ジャック・サマーズなどが乗り合わせていた。休暇で客として乗船していたニューヨーク市警のマキニー警部補は、乗船後に財布を盗まれるが、すぐさまブレットが怪しいと睨む。...

## キャスト
- ジーン・レイモンド（英語版） - ジミー・ブレット (Jimmy Brett)
- ナンシー・キャロル - サリー・マーシュ (Sally Marsh)
- ジャック・ベニー - チャド・デンビー (Chad Denby)
- シドニー・ハワード（英語版） - 酔っ払いダン・キャンベル (Dan Campbell, the Drunk)
- ミッチ・グリーン（英語版） - ミッチ (Mitzi)
- シド・シルヴァース（英語版） - ショーティ (Shorty)
- フランク・パーカー（英語版） - テナー歌手フランク (Frank, the Tenor)
- シドニー・ブラックマー - リー・ロザー (Lee Lother)
- ラルフ・モーガン（英語版） - ハーバート・ロッソン (Herbert Rosson)
- シャーリー・グレイ（英語版） - アニャ・ロッソン (Anya Rosson)
- パッツィ・ケリー（英語版） - パッツィ・クラーク (Patsy Clarke)
- サム・ハーディー（英語版） - ジャック・サマーズ (Jack Summers)
- ウィリアム・ステージ・ボイド（英語版） - ジョー・ソーンダース (Joe Saunders)
- ロバート・エリオット（英語版） - インスペクター、マック・マキニー (Inspector 'Mac' McKinney)
- ザ・ボズウェル・シスターズ（英語版） - 本人役

以下は、クレジットなし。
- アラン・キャヴァン（英語版） - 船の士官 (Ship's Officer)
- アンドレ・シェロン（英語版） - フランス人の男 (Frenchman)
- ウォリス・クラーク（英語版） - 船長 (Ship's Captain)
- ドン・ダグラス（英語版） - パーサー (Purser)
- ベス・フラワーズ - 聴衆の中の女性 (Woman in Audience)
- メアリ・フォーブス（英語版） - 乗客 (Passenger)
- エスター・ハワード - 乗客 (Passenger)
- ウィルフレッド・ルーカス - ドックの警官 (Policeman at Dock)
- トム・マクガイア（英語版） - ディテクティブ (Detective)
- ウェッジウッド・ノウエル - 給仕 (Waiter)
- デニス・オキーフ - レビューを見ている乗客 (Passenger Watching Revue)
- リー・フェルプス（英語版） - ドックのポーター (Porter at Dock)
- シド・セイラー（英語版） - キャンベルのタクシー運転手 (Campbell's Taxi Driver)
- ラリー・ステアーズ（英語版） - パーサーを見つけるよう頼まれる乗客 (Passenger Asked to Get Purser)

## 制作
ロンドンの喜劇役者であったシドニー・ハワードが招かれて、主要な役を演じた。当初のタイトルは『London Showboat』ないし『Showboat of 1934』であった。
本作中には数多くのミュージカル楽曲が盛り込まれているが、その中には、コーラス・ガールたちが幾何学的パターンに配置されたところを頭上から撮影するバスビー・バークレー風の演出も含まれている。ザ・ボズウェル・シスターズは、「ロック・アンド・ロール (Rock and Roll)」と題された、リチャード・A・ホワイティングとシドニー・クレアが書いた楽曲を歌っており、この表現をポピュラー楽曲に使った最初の例としてしばしば言及されるが、この曲の歌詞における意味は、大洋の波の動きに言及したものである。